# Лазар Колишевський
Лазар Колишевський, при народженні Лазар Панєв Колишев (мак. Лазар Колишевски; нар. 12 лютого 1914, Светі-Николе, Королівство Сербія — пом. 6 липня 2000, Скоп'є, Північна Македонія) — македонський політик, один з найближчих соратників Йосипа Броз Тіто, фактичний глава Соціалістичної Республіки Македонія в 1940-х — 1980-х роках.

## Ранні роки
Його батьки були бідними фермерами. Мати — арумунка, батько — македонець. Обоє загинули під час Першої світової війни. Після того, як Колишевський залишився сиротою, його забрала тітка за материнською лінією в Бітолу, пізніше він вирушив на навчання у технікум у Крагуєваць, Сербія.

## Початок політичної боротьби
У 1935 вступив у Комуністичну партію Югославії (КПЮ). Був організаційним секретарем комітету партії в Крагуєваці і делегатом П'ятої конференції КПЮ. У квітні 1941 року прибуває до Македонії. Коли у вересні 1941 року партійні організації Македонії повернуті із Болгарської робітничої партії комуністів до складу КПЮ, був обраний секретарем Македонської комуністичної партії. Незабаром був заарештований болгарською владою і на судовому процесі в Охриді  засуджений до смерті. Потім вирок був замінений довічним ув'язненням, яке відбував у в'язниці в центральній  Болгарії. Звільнений у вересні 1944 року, після окупації Болгарії російськими військами. 

## Після війни
Після звільнення повернувся до Македонії і приступив до обов'язків секретаря ЦК Компартії Македонії (на цю посаду був обраний заочно під час свого перебування в ув'язненні 19 березня 1943). Залишався на цій посаді до 1963 року.
На третій сесії Антифашистських зборів національного визволення Македонії (АСНОМ) 16 квітня 1945 був обраний першим головою уряду Македонії. Відхиляє пропозицію Методі Андонова — Ченто про поселення 3 тисяч високоосвічених македонських біженців з Болгарії в Народній Республіці Македонія, оскільки вони були «болгарськими випускниками», а натомість поселяє спеціалістів з інших югославських республік, особливо з Народної Республіки Сербія, таким чином нав'язуючи сербську м'яку силу в Македонії, запобігаючи повному припиненню примусової сербізації з періоду 1913—1941 (перервався протягом 1915—1918 років, коли Болгарія контролювала територію під час Першої світової війни).Пізніше обіймав низку керівних посад — голови уряду Македонії, Зборів Македонії, голови союзного комітету ССТНЮ (Соціалістичного союзу трудового народу Югославії). З 1974 року — член президії ЦК Союзу комуністів Югославії і член президії СФРЮ.

## Голова Президії СФРЮ
Після смерті президента СФРЮ Йосипа Броз Тіто 4 травня 1980 Лазар Колишевський, як заступник голови президії СФРЮ (головою вважався президент СФРЮ) вступив на посаду голови президії СФРЮ і, таким чином, став першим формальним главою держави після кончини Тіто. Вже 15 травня 1980 він передав ці функції Цвієтіну Міятовичу. Написав мемуари, видані в Скоп'є.

## Нагороди та звання
Нагороди Югославії:
- Орден Югославської великої зірки
- Орден Народного Героя Югославії
- Орден Героя Соціалістичної праці
- Орден Національного визволення
- Золотий орден Партизанської Зірки

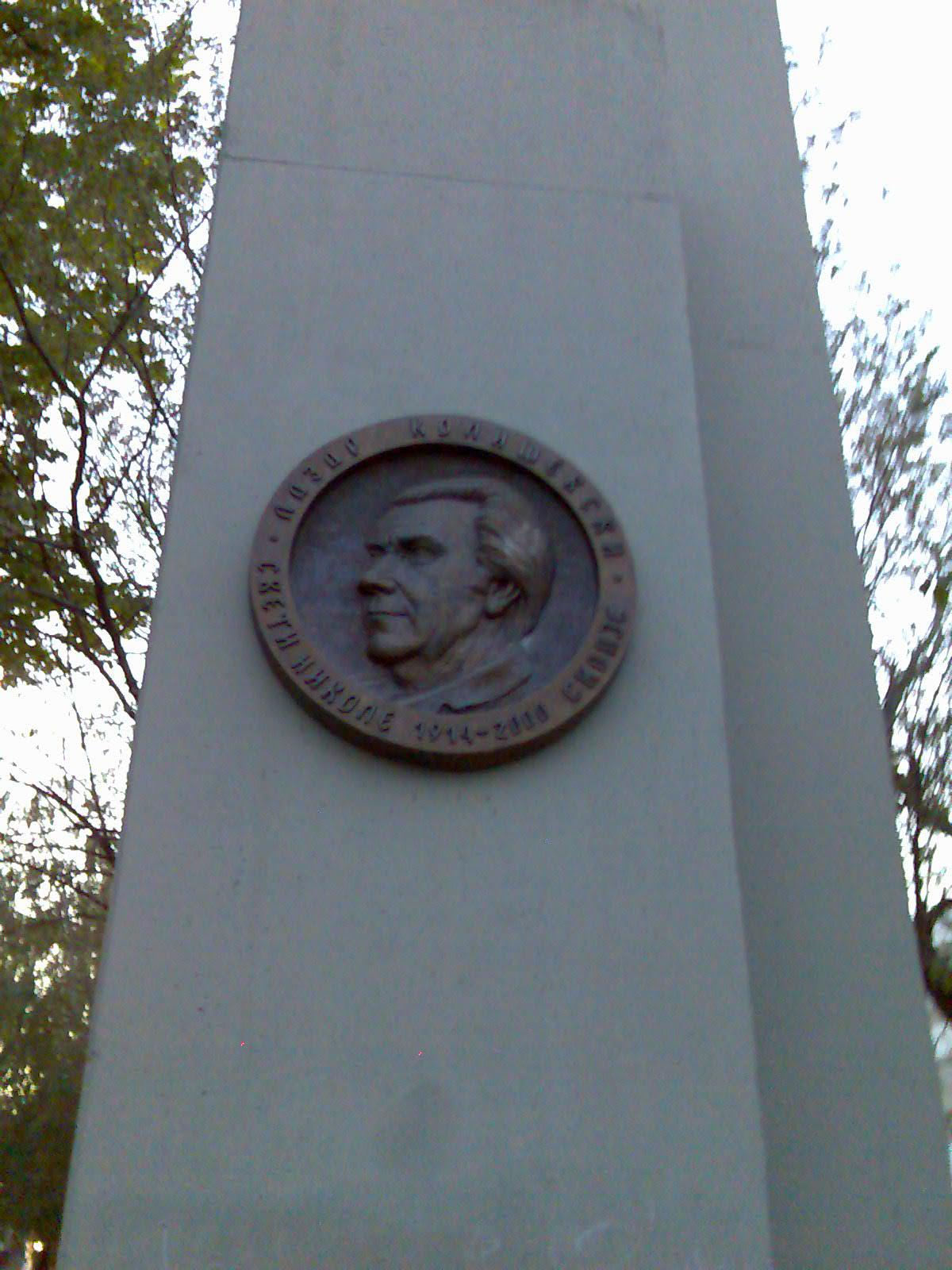
Пам'ятник Лазарю Колишевському, установлення в його рідному місті

- Золота зірка ордена За заслуги перед народом
- Золота зірка ордена братерства і єдності
- Орден За хоробрість
- Партизанська пам'ять 1941

Звання:
- Народний герой Югославії.